# Xynobius aciculatus
Xynobius aciculatus är en stekelart som först beskrevs av Thomson 1895.  Xynobius aciculatus ingår i släktet Xynobius och familjen bracksteklar. Arten är reproducerande i Sverige. Inga underarter finns listade i Catalogue of Life.